# Narsarsuaq
Narsarsuaq (del groenlandès «plana gran», coneguda antigament com a Narssarssuaq) és una població del sud de Groenlàndia que pertany a la municipalitat de Kujalleq.
El 2010 hi havia 158 habitants.

## Història

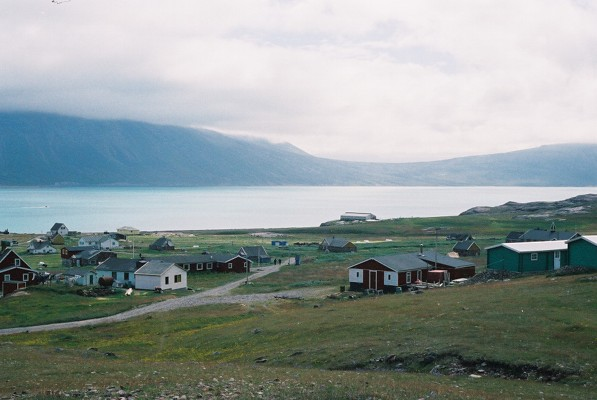
Narsarsuaq (2003)

Narsarsuaq es troba dins de la zona de l'assentament oriental dels vikings a Groenlàndia; la granja Brattahlíð d'Eric el Roig es va establir en 875 a la riba oposada del fiord Tunulliarfik, on es troba l'assentament modern de Qassiarsuk.
En 1941 els Estats Units van construir una base aèria a Narsarsuaq amb el nom en codi Bluie West One (BW1) (Bluie era el nom en clau militar aliada per a Groenlàndia). Milers d'avions utilitzaven la BW1 com a escala en el seu camí des de les fàbriques d'avions d'Amèrica del Nord fins als camps de batalla d'Europa. Es va construir un hospital amb 600 llits amb la finalitat de fer front a les baixes del desembarcament de Normandia. Després del final de la guerra, la BW1 va seguir desenvolupant-se i va ser un important centre hospitalari durant la Guerra de Corea com a hospital militar i va ser ampliat amb 1.000 llits. No obstant això, va quedar com un excedent degut a l'abastament en vol dels avions i per la construcció de la Base aèria de Thule al nord de Groenlàndia. En 1951 es va acordar que Dinamarca i els Estats Units supervisarien conjuntament la base aèria. El 1958 els Estats Units van abandonar la base, però va ser reoberta l'any següent pel govern danès després de l'enfonsament del veler MS Hans Hedtoft amb tots els seus passatgers a 56 km al sud del Cap Farvel. L'hospital va ser destruït per un incendi en 1972 i actualment encara es poden veure les ruïnes.

## Població
La població de l'assentament està estrictament lligada a la dinàmica del trànsit de l'aeroport local.

## Comunicacions

### Transport aeri
Narsarsuaq té un aeroport (IATA: UAK; ICAO:BGBW) amb una pista de 1.830 metres.

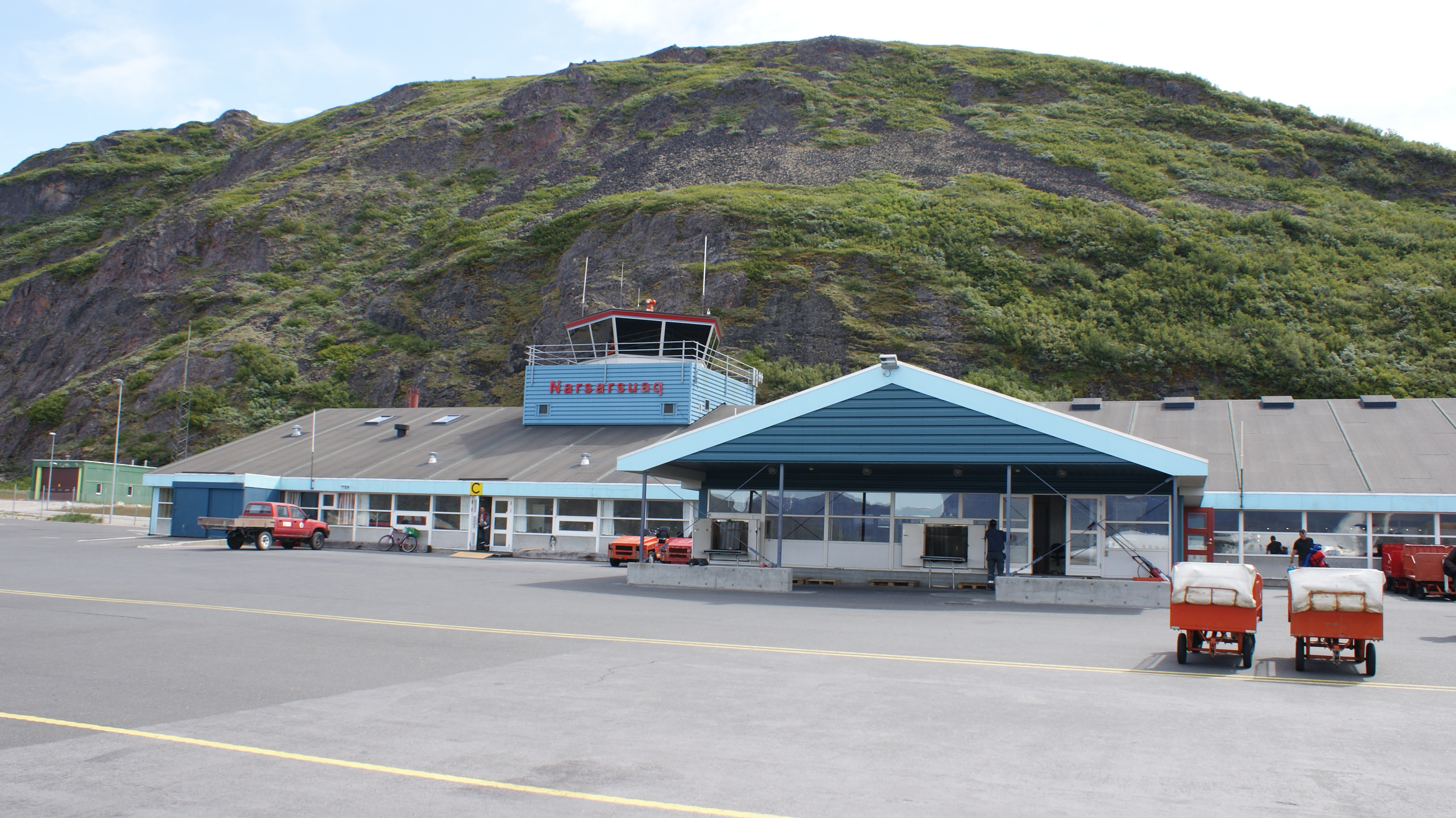
Aeroport de Narsarsuaq

L'aeroport de Narsarsuaq serveix com a principal pista d'aterratge del sud-oest de Groenlàndia, amb vols internacionals estacionals d'Islàndia (operats per Air Iceland) i de Dinamarca (operats per Jet Time d'Air Greenland), i amb vols de rodalia cap a les comunitats del sud de Groenlàndia operats per Air Greenland.
Els petits avions que creuen l'Atlàntic fan una parada a Narsarsuaq i a altres aeròdroms de la Segona Guerra Mundial com el CFB Goose Bay, Canadà (IATA: YYR, ICAO: CYYR) i l'aeroport de Reykjavík, Islàndia (IATA: RKV, ICAO: BIRK).

### Transport marítim
Narsarsuaq és un port d'escala dels vaixells costaners de l'Artic Umiaq Line durant temporada d'estiu. També hi ha serveis regulars de vaixells cap a Qaqortoq.

### Transport terrestre
Hi ha una carretera de 5 km de grava entre Narsarsuaq i Qassiarsuk.

## Clima
El clima predominant és l'anomenat clima subàrtic. La classificació climàtica de Köppen és Dfc. La temperatura mitjana anual a Narsarsuaq és d'1,1 °C.
| Mesos                  | gen     | feb    | mar    | abr    | mai   | jun    | jul    | ago    | set   | oct    | nov    | des    | any    |
| ---------------------- | ------- | ------ | ------ | ------ | ----- | ------ | ------ | ------ | ----- | ------ | ------ | ------ | ------ |
| Mitjana de les màximes | -2,4°C  | -1,5°C | -0,7°C | 3,6°C  | 9,0°C | 12,5°C | 14,4°C | 13,4°C | 9,1°C | 3,9°C  | 0,6°C  | -2,0°C | 5,0°C  |
| Mitjana de les mínimes | -10,5°C | -9,5°C | -8,7°C | -4,1°C | 1,1°C | 4,0°C  | 6,0°C  | 5,2°C  | 2,1°C | -2,3°C | -6,2°C | -9,7°C | -2,7°C |
| Pluja                  | 52mm    | 44mm   | 47mm   | 48mm   | 44mm  | 61mm   | 73mm   | 79mm   | 88mm  | 65mm   | 75mm   | 67mm   | 743mm  |

## Turisme
Hi ha una pròspera indústria turística al voltant de Narsarsuaq. Els atractius inclouen una gran diversitat de vida silvestre, pedres precioses, excursions a les glaceres i un museu de l'aeròdrom.
Narsarsuaq és també una destinació turística molt popular a causa de la proximitat de les ruïnes dels assentaments vikings, com la granja d'Eric el Roig, i d'una rèplica de la primera església cristiana en Amèrica. Des de Narsarsuaq també es pot arribar fins a les ruïnes de la catedral d'Igaliku i de l'assentament viking de Garðar. També és proper la Blomsterdalen (la Vall de les Flors).

## Arboretum Groenlandicum

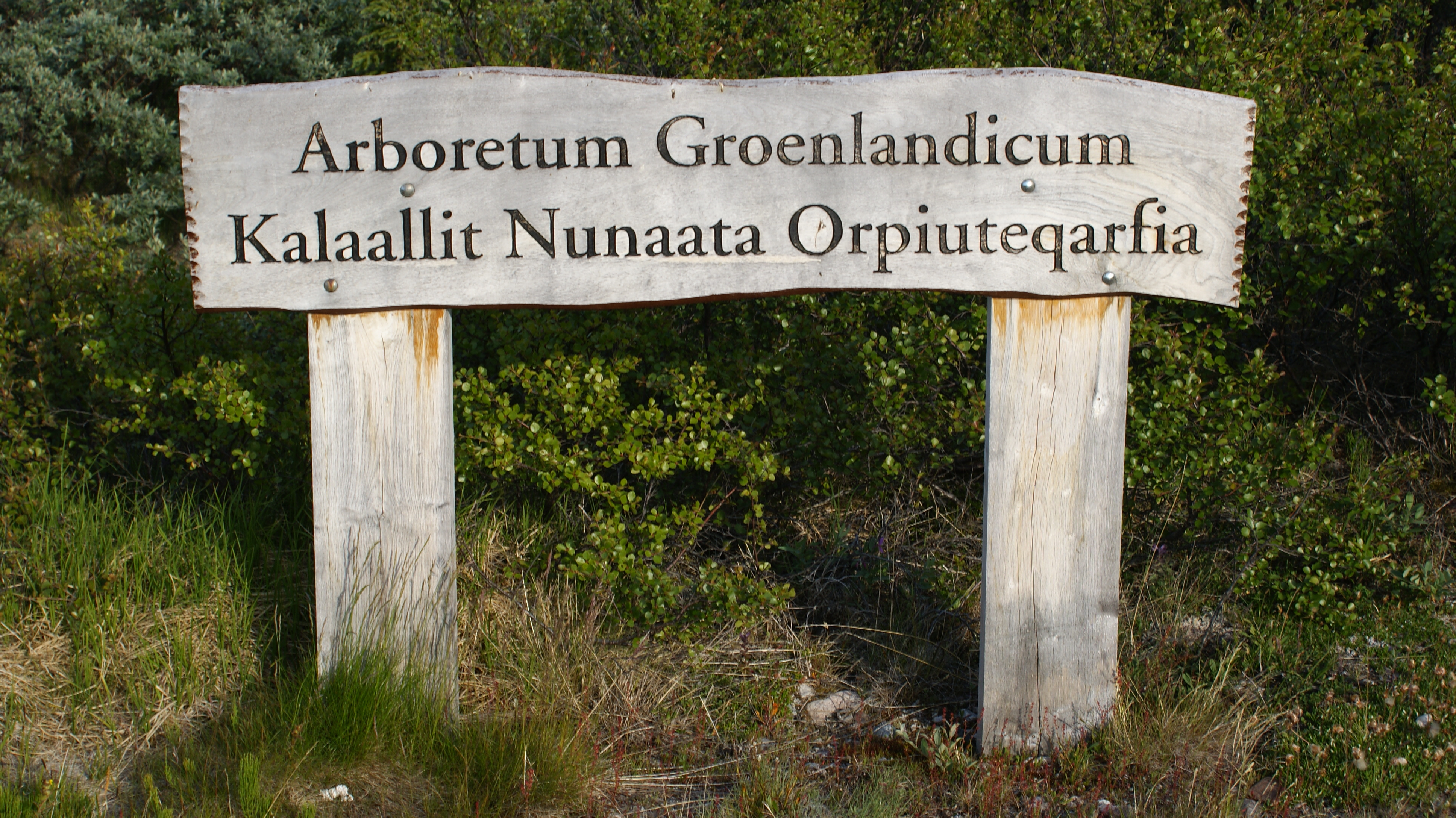
Arboretum Groenlandicum

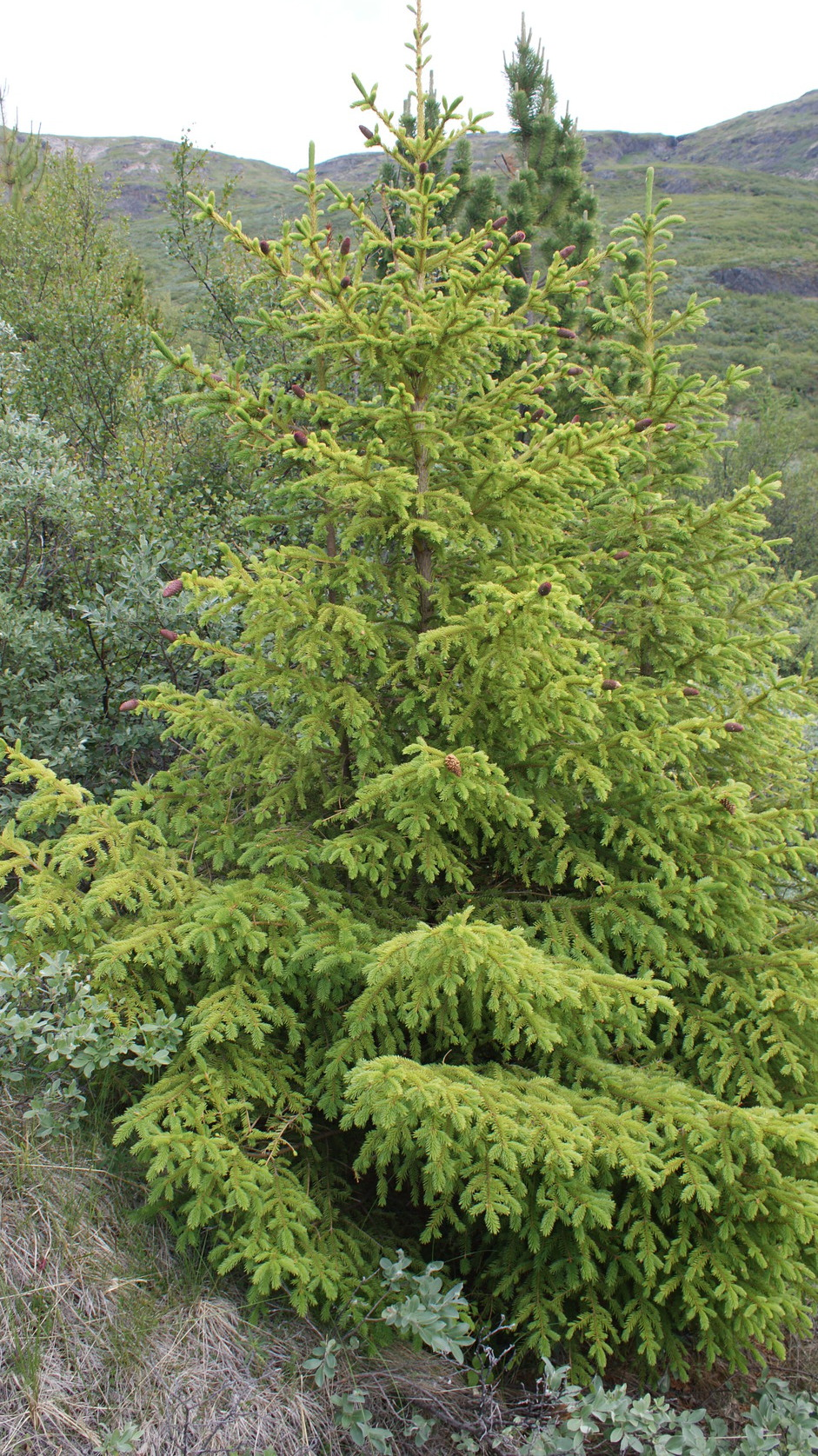
Arbres de Groenlàndia

A les faldes de la serralada Mellemlandet, molt a prop de l'aeroport de Narsarsuaq, hi ha l'únic jardí botànic de l'àrtic, anomenat «Arboretum Groenlandicum» (Arborètum de Groenlàndia). L'objectiu és establir una col·lecció viva d'arbres i arbustos de les zones àrtiques i alpines de tot l'hemisferi nord, i és on la Universitat de Copenhaguen experimenta amb el repoblament forestal de la regió.
Fundat el 1988, abasta 15 ha i alberga 110 espècies de plantes, majoritàriament varietats d'arbres de la taigà boreal, com Larix sibirica, Pinus contorta, Pícea blanca, Pícea de Sitka i diversos arbustos. Molts arbres estan etiquetats de forma individual o marcats d'una altra manera. Actualment la plantació té més de 50.000 arbres de diverses procedències.